# Гасна Бенгассі
Гасна Бенгассі  (фр. Hasna Benhassi, 1 червня 1978) — марокканська легкоатлетка, олімпійська медалістка.

## Виступи на Олімпіадах
| Олімпіада   | Дисципліна         | Місце |
| ----------- | ------------------ | ----- |
| Сідней 2000 | біг на 800 метрів  | 8     |
| Афіни 2004  | біг на 800 метрів  | 2     |
| Афіни 2004  | біг на 1500 метрів | 12    |
| Пекін 2008  | біг на 800 метрів  | 3     |